# Тихоновка (Иркутская область)
Тихоновка — село в Боханском районе Иркутской области России. Административный центр Тихоновского муниципального образования.
Расположено на реке Ида примерно в 30 км к востоку от Бохана и в 100 км к северу от Иркутска.

## История
Село основали в начале XX века переселенцы с Украины. Освятил место нового поселения правящий архиерей Тихон (Троицкий-Донебин), и при выборе его названия большинство решило: быть Тихоновке. Долго ещё на улицах села стояли мазанки.
На въезде в село стоял Храм Архангела Михаила. После революции храм был разобран и из бревен Храма была сложена больница.
В 2001 году здесь началось строительство Храма мученика Уара. Освящение его проводил 1 ноября 2003 года архиепископ Иркутский и Ангарский Вадим (Лазебный).

## Население
| 2002 | 2010  | 2011  | 2012  |
| ---- | ----- | ----- | ----- |
| 1527 | ↘1488 | →1488 | ↘1479 |